# Binsdorfer Mühle
Die Binsdorfer Mühle ist ein Wohnplatz auf der Gemarkung von Geislingen im Zollernalbkreis in Baden-Württemberg.

## Geographie
Die Binsdorfer Mühle liegt von Geislingen in westnördlicher Richtung 7,2 km entfernt. 3,3 km (Luftlinie) östlich von Erlaheim, 1,3 km (Luftlinie) ostsüdlich von Binsdorf entfernt.

## Geschichte
Ersterwähnung 1441 und war ursprünglich eine Sägmühle „in Horgenau“. Sie lag auf der ehemalige Gemarkung Bubenhofen. 1465 kam sie zu Binsdorf und 1974 nach Geislingen.

## Verkehr
Die Binsdorfer Mühle ist von Geislingen, Erlaheim und Binsdorf über die L 415 und dann auf der L 390 erreichbar. Von Heiligenzimmern ist der Wohnplatz über die L 390 erreichbar.